# Drežnik Grad
Drežnik Grad är en ort i Kroatien.   Den ligger i länet Karlovacs län, i den centrala delen av landet, 100 km söder om huvudstaden Zagreb. Drežnik Grad ligger 418 meter över havet och antalet invånare är 354.
Terrängen runt Drežnik Grad är platt åt nordost, men åt sydväst är den kuperad. Runt Drežnik Grad är det ganska glesbefolkat, med 38 invånare per kvadratkilometer. Närmaste större samhälle är Jezerce, 8,5 km sydväst om Drežnik Grad. Omgivningarna runt Drežnik Grad är en mosaik av jordbruksmark och naturlig växtlighet.